# كلايد كريستنسن
كلايد كريستنسن (بالإنجليزية: Clyde Christensen)‏ هو لاعب كرة قدم أمريكية أمريكي، ولد في 28 يناير 1956 في كوفينا في الولايات المتحدة.